# Nova Bretanha Oriental
Nova Bretanha Oriental (East New Britain em inglês) é uma província da Papua-Nova Guiné. Localiza-se na parte oriental da ilha da Nova Bretanha. A capital é a cidade de Kokopo. Tem 15 724 km² e 328 369 habitantes (2011).